# Racing Bulls VCARB 02
Der Racing Bulls VCARB 02 ist der Formel-1-Rennwagen von Racing Bulls für die Formel-1-Weltmeisterschaft 2025. Er ist der 20. Formel-1-Wagen des Teams, seit er sich im Besitz von Red Bull befindet, und wird von Isack Hadjar und Liam Lawson gefahren.

## Technik und Entwicklung
Wie alle Formel-1-Fahrzeuge des Jahres 2025 ist der Racing Bulls VCARB 02 ein hinterradangetriebener Monoposto mit einem Monocoque aus kohlenstofffaserverstärktem Kunststoff (CFK). Außer dem Monocoque bestehen auch viele weitere Teile des Fahrzeugs, darunter die Karosserieteile und das Lenkrad, aus CFK. Auch die Bremsscheiben sind aus einem mit Kohlenstofffasern verstärkten Verbundwerkstoff.
Der VCARB 02 ist das Nachfolgemodell des RB VCARB 01.
Angetrieben wird der VCARB 02 von einem 1,6-Liter-V6-Motor von Honda in der Fahrzeugmitte mit Turbolader sowie einem 120 kW starken Elektromotor; es ist also ein Hybridelektrokraftfahrzeug. Die Kraft überträgt ein sequentielles, mit Schaltwippen betätigtes Achtganggetriebe. Das Fahrzeug hat nur zwei Pedale, ein Gaspedal (rechts) und ein Bremspedal (links). Genau wie viele andere Funktionen wird die Kupplung, die nur beim Anfahren aus dem Stand gebraucht wird, über einen Hebel am Lenkrad bedient.
Das Fahrzeug ist 2000 mm breit, 970 mm hoch und mehr als 5000 mm lang. Das Gewicht beträgt seit diesem Jahr einschließlich Fahrer 800 kg. Der Wagen hat 305 mm breite Vorderreifen und 405 mm breite Hinterreifen des Einheitslieferanten Pirelli auf 18-Zoll-Rädern.
Der VCARB 02 verfügt, wie alle Formel-1-Fahrzeuge seit 2011, über ein Drag Reduction System (DRS), das durch Flachstellen eines Teils des Heckflügels den Luftwiderstand des Fahrzeugs auf den Geraden verringert, wenn es eingesetzt werden darf. Auch das DRS wird mit einem Schalter am Lenkrad des Wagens aktiviert.
Der VCARB 02 ist mit dem Halo-System ausgestattet, das einen zusätzlichen Schutz für den Kopf des Fahrers bietet.

## Lackierung und Sponsoring
Der VCARB 02 ist hauptsächlich weiß lackiert, wobei das Design der Lackierung jenem von Red Bull beim Großen Preis der Türkei 2021 ähnelt. Für den Großen Preis von Miami wurde eine spezielle pinke Lackierung verwendet, die von der neuen Sommer-Edition von Red Bull inspiriert war. Eine Abbildung der entsprechenden Getränkedose war auf der Nase des Fahrzeugs zu sehen. Auch für den Großen Preis von Großbritannien erhielt das Fahrzeug eine neue Sonderlackierung. In Zusammenarbeit mit dem in Nigeria geborenen und in London lebenden Künstler Slawn und dem Sponsor Hugo wurde das Auto mit Slawns Karikaturen im Street Art-Stil gestaltet.
Auf dem Fahrzeug werben die Sponsoren Visa, Cash App, Red Bull, Hugo, Tudor, Pirelli und Dynatrace.

## Fahrer
Racing Bulls trat in der Saison 2025 ursprünglich mit den Fahrern Hadjar und Tsunoda an. Hadjar bestreitet seine erste Saison für das Team und Tsunoda seine fünfte Saison für das Team. Zum Großen Preis von Japan wechselte Liam Lawson von Red Bull Racing zurück zu den Racing Bulls. Tsunoda wechselte im Gegenzug dafür zu Red Bull Racing.

## Ergebnisse

### Vereinfachte Darstellung
| Fahrer                          | Nr.                             | 1   | 2   | 3  | 4  | 5  | 6   | 7  | 8 | 9  | 10  | 11 | 12  | 13  | 14 | 15 | 16 | 17 | 18 | 19 | 20 | 21 | 22 | 23 | 24 | Punkte | Rang |
| ------------------------------- | ------------------------------- | --- | --- | -- | -- | -- | --- | -- | - | -- | --- | -- | --- | --- | -- | -- | -- | -- | -- | -- | -- | -- | -- | -- | -- | ------ | ---- |
| Formel-1-Weltmeisterschaft 2025 | Formel-1-Weltmeisterschaft 2025 |     |     |    |    |    |     |    |   |    |     |    |     |     |    |    |    |    |    |    |    |    |    |    |    | 41     | 7.   |
| I. Hadjar                       | 06                              | DNS | 11  | 8  | 13 | 10 | 11  | 9  | 6 | 7  | 16  | 12 | DNF | 208 |    |    |    |    |    |    |    |    |    |    |    | 41     | 7.   |
| Y. Tsunoda                      | 22                              | 12  | 166 |    |    |    |     |    |   |    |     |    |     |     |    |    |    |    |    |    |    |    |    |    |    | 41     | 7.   |
| L. Lawson                       | 30                              |     |     | 17 | 16 | 12 | DNF | 14 | 8 | 11 | DNF | 6  | DNF | 810 |    |    |    |    |    |    |    |    |    |    |    | 41     | 7.   |

| Legende  | Legende            | Legende                                                          |
| Farbe    | Abkürzung          | Bedeutung                                                        |
| -------- | ------------------ | ---------------------------------------------------------------- |
| Gold     | –                  | Sieg                                                             |
| Silber   | –                  | 2. Platz                                                         |
| Bronze   | –                  | 3. Platz                                                         |
| Grün     | –                  | Platzierung in den Punkten                                       |
| Blau     | –                  | Klassifiziert außerhalb der Punkteränge                          |
| Violett  | DNF                | Rennen nicht beendet (did not finish)                            |
| Violett  | NC                 | nicht klassifiziert (not classified)                             |
| Rot      | DNQ                | nicht qualifiziert (did not qualify)                             |
| Rot      | DNPQ               | in Vorqualifikation gescheitert (did not pre-qualify)            |
| Schwarz  | DSQ                | disqualifiziert (disqualified)                                   |
| Weiß     | DNS                | nicht am Start (did not start)                                   |
| Weiß     | WD                 | zurückgezogen (withdrawn)                                        |
| Hellblau | PO                 | nur am Training teilgenommen (practiced only)                    |
| Hellblau | TD                 | Freitags-Testfahrer (test driver)                                |
| ohne     | DNP                | nicht am Training teilgenommen (did not practice)                |
| ohne     | INJ                | verletzt oder krank (injured)                                    |
| ohne     | EX                 | ausgeschlossen (excluded)                                        |
| ohne     | DNA                | nicht erschienen (did not arrive)                                |
| ohne     | C                  | Rennen abgesagt (cancelled)                                      |
| ohne     | keine WM-Teilnahme |                                                                  |
| sonstige | P/fett             | Pole-Position                                                    |
| sonstige | 1/2/3/4/5/6/7/8    | Punktplatzierung im Sprint-/Qualifikationsrennen                 |
| sonstige | SR/kursiv          | Schnellste Rennrunde                                             |
| sonstige | *                  | nicht im Ziel, aufgrund der zurückgelegten Distanz aber gewertet |
| sonstige | ()                 | Streichresultate                                                 |
| sonstige | unterstrichen      | Führender in der Gesamtwertung                                   |

### Detaillierte Darstellung inkl. Sprintrennen (SPR) und Hauptrennen (HAU)
| Pos                             | Fahrer     | Nr. | 1   | 2   | 2   | 3   | 4   | 5   | 6   | 6   | 7   | 8 | 9  | 10  | 11 | 12  | 13 | 13 | 14 | 15 | 16 | 17 | 18 | 19 | 19 | 20 | 21 | 21 | 22 | 23 | 23 | 24 | Punkte |
| ------------------------------- | ---------- | --- | --- | --- | --- | --- | --- | --- | --- | --- | --- | - | -- | --- | -- | --- | -- | -- | -- | -- | -- | -- | -- | -- | -- | -- | -- | -- | -- | -- | -- | -- | ------ |
| Formel-1 Weltmeisterschaft 2025 |            |     |     |     |     |     |     |     |     |     |     |   |    |     |    |     |    |    |    |    |    |    |    |    |    |    |    |    |    |    |    |    |        |
| SPR                             | HAU        | SPR | HAU | SPR | HAU | SPR | HAU | SPR | HAU | SPR | HAU |   |    |     |    |     |    |    |    |    |    |    |    |    |    |    |    |    |    |    |    |    |        |
| 11.                             | I. Hadjar  | 6   | DNS | 13  | 11  | 8   | 13  | 10  | 10  | 11  | 9   | 6 | 7  | 16  | 12 | DNF | 8  | 20 |    |    |    |    |    |    |    |    |    |    |    |    |    |    | 22     |
| 15.                             | Y. Tsunoda | 22  | 12  | 6   | 16  |     |     |     |     |     |     |   |    |     |    |     |    |    |    |    |    |    |    |    |    |    |    |    |    |    |    |    | 3      |
| 14.                             | L. Lawson  | 30  |     |     |     | 17  | 16  | 12  | 13  | DNF | 14  | 8 | 11 | DNF | 6  | DNF | 10 | 8  |    |    |    |    |    |    |    |    |    |    |    |    |    |    | 16     |

| Legende  | Legende            | Legende                                                          |
| Farbe    | Abkürzung          | Bedeutung                                                        |
| -------- | ------------------ | ---------------------------------------------------------------- |
| Gold     | –                  | Sieg                                                             |
| Silber   | –                  | 2. Platz                                                         |
| Bronze   | –                  | 3. Platz                                                         |
| Grün     | –                  | Platzierung in den Punkten                                       |
| Blau     | –                  | Klassifiziert außerhalb der Punkteränge                          |
| Violett  | DNF                | Rennen nicht beendet (did not finish)                            |
| Violett  | NC                 | nicht klassifiziert (not classified)                             |
| Rot      | DNQ                | nicht qualifiziert (did not qualify)                             |
| Rot      | DNPQ               | in Vorqualifikation gescheitert (did not pre-qualify)            |
| Schwarz  | DSQ                | disqualifiziert (disqualified)                                   |
| Weiß     | DNS                | nicht am Start (did not start)                                   |
| Weiß     | WD                 | zurückgezogen (withdrawn)                                        |
| Hellblau | PO                 | nur am Training teilgenommen (practiced only)                    |
| Hellblau | TD                 | Freitags-Testfahrer (test driver)                                |
| ohne     | DNP                | nicht am Training teilgenommen (did not practice)                |
| ohne     | INJ                | verletzt oder krank (injured)                                    |
| ohne     | EX                 | ausgeschlossen (excluded)                                        |
| ohne     | DNA                | nicht erschienen (did not arrive)                                |
| ohne     | C                  | Rennen abgesagt (cancelled)                                      |
| ohne     | keine WM-Teilnahme |                                                                  |
| sonstige | P/fett             | Pole-Position                                                    |
| sonstige | 1/2/3/4/5/6/7/8    | Punktplatzierung im Sprint-/Qualifikationsrennen                 |
| sonstige | SR/kursiv          | Schnellste Rennrunde                                             |
| sonstige | *                  | nicht im Ziel, aufgrund der zurückgelegten Distanz aber gewertet |
| sonstige | ()                 | Streichresultate                                                 |
| sonstige | unterstrichen      | Führender in der Gesamtwertung                                   |

Anmerkungen
1. ↑  Yuki Tsunoda wechselte nach dem zweiten Grand Prix zu Red Bull Racing. Zu diesem Zeitpunkt war er auf Platz 15 in der Fahrerwertung.